# Platypilumnus jamiesoni
Platypilumnus jamiesoni is een krabbensoort uit de familie van de Mathildellidae. De wetenschappelijke naam van de soort is voor het eerst geldig gepubliceerd in 1996 door Richer de Forges.